# Ą
Az ą (latin small/capital letter a with ogonek) az a vagy o változatainak leírására szolgáló betű.

## Bevitele a számítógépen

### Billentyűkombinációkkal
| Billentyűzetkiosztás | kisbetű    | nagybetű         |
| -------------------- | ---------- | ---------------- |
| Windows billentyűzet | AltGr+6; A | AltGr+6; Shift+A |
| Apple billentyűzet   | Alt+A      | Alt+Shift+A      |

### Karakterkódolással
| Karakterkészlet | Kisbetű (ą) | Nagybetű (Ą) |
| --------------- | ----------- | ------------ |
| EBCDIC          | 261         | 260          |
| Bináris EBCDIC  | 100000101   | 100000100    |
| Unicode         | U+0105      | U+0104       |
| HTML/XML        | &aogonek;   | &Aogonek;    |

## Kiejtése különböző nyelveken
lengyel – [ɔ̃]

litván – [ɐˑ]

kasub – [õ] vagy [ũ]

### Angolul
- EBCDIC-kódok
- Kis- és nagybetűs Unicode-kódok
- Lengyel kiejtés
- Litván kiejtés
- Kasub kiejtés